# Relaciones Colombia-Unión Soviética
Las relaciones Colombia-Unión soviética fueron las relaciones exteriores entre Colombia y la extinta Unión Soviética.

## Historia
Las relaciones diplomáticas entre Colombia y la Unión Soviética fueron establecidas por primera vez el 25 de junio de 1935 en el primer gobierno de Alfonso López Pumarejo, en 1943 se dio apertura a las embajadas en Moscú y Bogotá en el segundo gobierno de Alfonso López Pumarejo.
En 1944 fue fundado, a iniciativa de varios políticos colombianos, el "Instituto Cultural Colombo-Soviético", centro de difusión de conocimientos sobre lengua y cultura rusas y de contactos con distintos establecimientos de la URSS. Cambiaría al nombre del “Instituto Cultural León Tolstoi”. Alfonso López el 17 de abril de 1944, realizó el envío de un costal de café a Iósif Stalin. Las relaciones fueron cortadas el 3 de mayo de 1948 en el gobierno de Mariano Ospina Pérez a raíz del Bogotazo y la supuesta vinculación soviética en los hechos. Se mantendrían las relaciones culturales.
El 25 de julio de 1967 fue firmado el "Convenio Comercial y de Pagos entre la República de Colombia y la URSS", dando bases normativas para el desarrollo de relaciones económicas de todo tipo entre los dos países. y restauradas a la normalidad el 19 de enero de 1968, durante el gobierno de Carlos Lleras Restrepo. Posteriormente se firmaron algunos acuerdos comerciales, científicos y económicos.
En 1991 con la disolución de la Unión Soviética (que afecto a 813 colombianos en la URSS) la representación diplomática pasó a Rusia.